# 三州 (阿肯色州、路易斯安那州和德克薩斯州)
三州（英語：Three States）是位於美國阿肯色州米勒縣、路易斯安那州卡多堂區及德克薩斯州卡斯縣的一個非建制地區。

## 地理
三州所處的海拔為高於海平面69米（即226英呎），而該地所採用的時區為UTC-6，即北美中部時區（CST）。同時該地設有夏令時間，為UTC-6調快一小時，即UTC-5（CDT）。